# Siatka płaszczyznowa

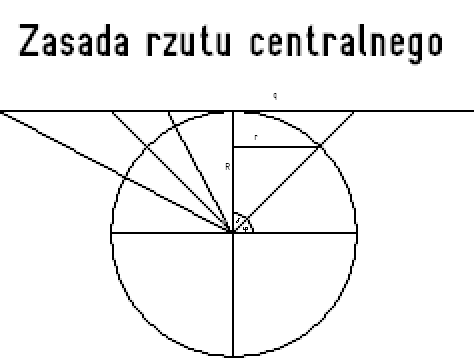

Siatka jest jednym, ze sposobów odwzorowania. Tworzy układ równoleżników. Powstaje w wyniku rzutowania za pomocą wiązek światła na płaszczyznę. Punkt styczności płaszczyzny z kulą może być na:
- biegunie (położenie naturalne),
- równiku (położenie poprzeczne),
- w innym, dowolnym miejscu (położenie skośne).

Wśród siatek płaszczyznowych wyróżniamy:
- centralną (ortodroma), gdy pęk wiązek światła wychodzi ze środka kuli;
- stereograficzną, gdy pęk wiązek światła wychodzi z przeciwległego bieguna;
- ortograficzną, gdy wiązki światła padają pod kątem prostym.

Zobacz:
siatka walcowa, siatka stożkowa. siatka centralna, siatka stereograficzna, siatka ortograficzna, odwzorowanie klasyczne, siatka geograficzna, siatka kartograficzna